# Laura Stigger
Laura Stigger (Innsbruck, 25 de septiembre de 2000) es una ciclista de carreras austríaca.
Ganó el evento femenino junior de carrera en ruta en el Campeonato Mundial de Ciclismo en Ruta de 2018 y el evento junior de carrera de montaña (XCO) en el Campeonato Mundial de Ciclismo de Montaña de 2018. También ganó el mismo evento en el Campeonato Mundial de Ciclismo de Montaña de 2017.
Hasta la fecha, es la única ciclista que ganó el Campeonato Mundial de Ciclismo en Ruta y el Campeonato Mundial de Ciclismo de Montaña el mismo año, ganando ambos títulos en veintidós días.
En 2017 y 2018, ganó todas las carreras de bicicleta de montaña junior en las que participó, un total de 26 carreras, la mayoría de ellas a nivel internacional. En octubre de 2018 fue medallista de plata en los Juegos Olímpicos de la Juventud de Buenos Aires 2018 en el evento equipo combinado femenino junto a su compatriota Hannah Streicher.

## Palmarés internacional

### Ciclismo de montaña
| Campeonato Mundial | Campeonato Mundial     | Campeonato Mundial | Campeonato Mundial   |
| Año                | Lugar                  | Medalla            | Competición          |
| ------------------ | ---------------------- | ------------------ | -------------------- |
| 2017               | Cairns ( Australia)    | Medalla de oro     | Cross-country junior |
| 2018               | Lenzerheide ( Suiza)   | Medalla de oro     | Cross-country junior |
| Campeonato Europeo |                        |                    |                      |
| Año                | Lugar                  | Medalla            | Competición          |
| 2017               | Darfo Boario ( Italia) | Medalla de oro     | Cross-country junior |
| 2018               | Graz ( Austria)        | Medalla de oro     | Cross-country junior |

### Ciclismo en ruta
| Campeonato Mundial | Campeonato Mundial   | Campeonato Mundial | Campeonato Mundial |
| Año                | Lugar                | Medalla            | Competición        |
| ------------------ | -------------------- | ------------------ | ------------------ |
| 2018               | Innsbruck ( Austria) | Medalla de oro     | Junior             |